# Wiley Wiggins
Wiley Ramsey Wiggins (Austin, Texas, 6 de noviembre de 1976) es un diseñador de juegos y actor de cine estadounidense. 
A la edad de dieciséis años, Wiggins protagonizó haciendo su papel como Mitch Kramer en la película Dazed and Confused de Richard Linklater. Más tarde protagonizó en Despertando a la vida. Estuvo involucrado en la cibercultura de principios de la década de los 90 y escribió ocasionalmente para revistas como FringeWare Review, Mondo 2000 y Boing Boing.
Es sobrino de Lanny Wiggins, quien fue miembro de la primera banda de Janis Joplin, The Waller Creek Boys.

## Filmografía
| Película           | Personaje       | Año  | Notas |
| ------------------ | --------------- | ---- | ----- |
| Dazed and Confused | Mitch Kramer    | 1993 |       |
| Love and a. 45     | Young Clerk     | 1994 |       |
| Boys               | John Phillips   | 1996 |       |
| Plastic Utopia     | Jogger Joe      | 1997 |       |
| The Faculty        | F*** Up #2      | 1998 |       |
| Walking Life       | Main Character  | 2001 |       |
| Frontier           | Soldier         | 2001 |       |
| Goliath            | Alvin           | 2008 |       |
| Sorry, Thanks      | Max Callahan    | 2009 |       |
| Computer Chess     | Martin Beuscher | 2013 |       |
| Social Animals     | Zoe's Landlord  | 2018 |       |

| Serie              | Año  | Notas |
| ------------------ | ---- | ----- |
| The Perkins Family | 1986 |       |